# Florian Stangl
Florian Stangl (* 3. Februar 1970 in Niederbayern) ist ein deutscher Computerspielejournalist und Konzertfotograf.

## Leben und Karriere
Florian Stangl ist seit Anfang der 1990er-Jahre als Journalist aktiv und begann zunächst als Volontär bei einer Tageszeitung.
1994 wechselte Stangl in den Spielebereich, als er einer der ersten Redakteure der PC Player wurde. Das Heft erschien beim WEKA-Verlag und war kurz zuvor von Heinrich Lenhardt und Boris Schneider gegründet worden. Große Bekanntheit erlangte er dort durch seine humorvollen Auftritte als „Stanglnator“, in denen er die Rolle einer langhaarigen Kampfmaschine mit Gitarre und Kettensäge spielte. Videos dieser Auftritte fanden sich unter anderem in den Multimedia-Leserbriefen.
1996 verließ Stangl die Redaktion und war bis 1997 als PR-Manager für Electronic Arts tätig. Anschließend wechselte er zu Computec Media, wo er zunächst als Redakteur für die PC Games arbeitete und zeitweise auch Auslandskorrespondent in den Vereinigten Staaten war. Anfang 2000 übernahm er die Chefredaktion der PC Games, die er bis Mitte 2001 innehatte. Ende 2002 wechselte Stangl dann zur GameStar, wo er als stellvertretender Chefredakteur bis zum Sommer 2004 Jörg Langer zur Seite stand.
Kurz darauf war Stangl einer der Mitgründer der PC PowerPlay, die er zusammen mit Martin Deppe leitete. Nach deren Einstellung im Herbst 2007 kehrte Stangl zum Computec-Verlag zurück, wo er bis 2015 die Online-Projekte des Unternehmens als Chefredakteur leitete. Seit ihm gekündigt wurde, ist er für eine Werbeagentur tätig.